# ساعة ذرية

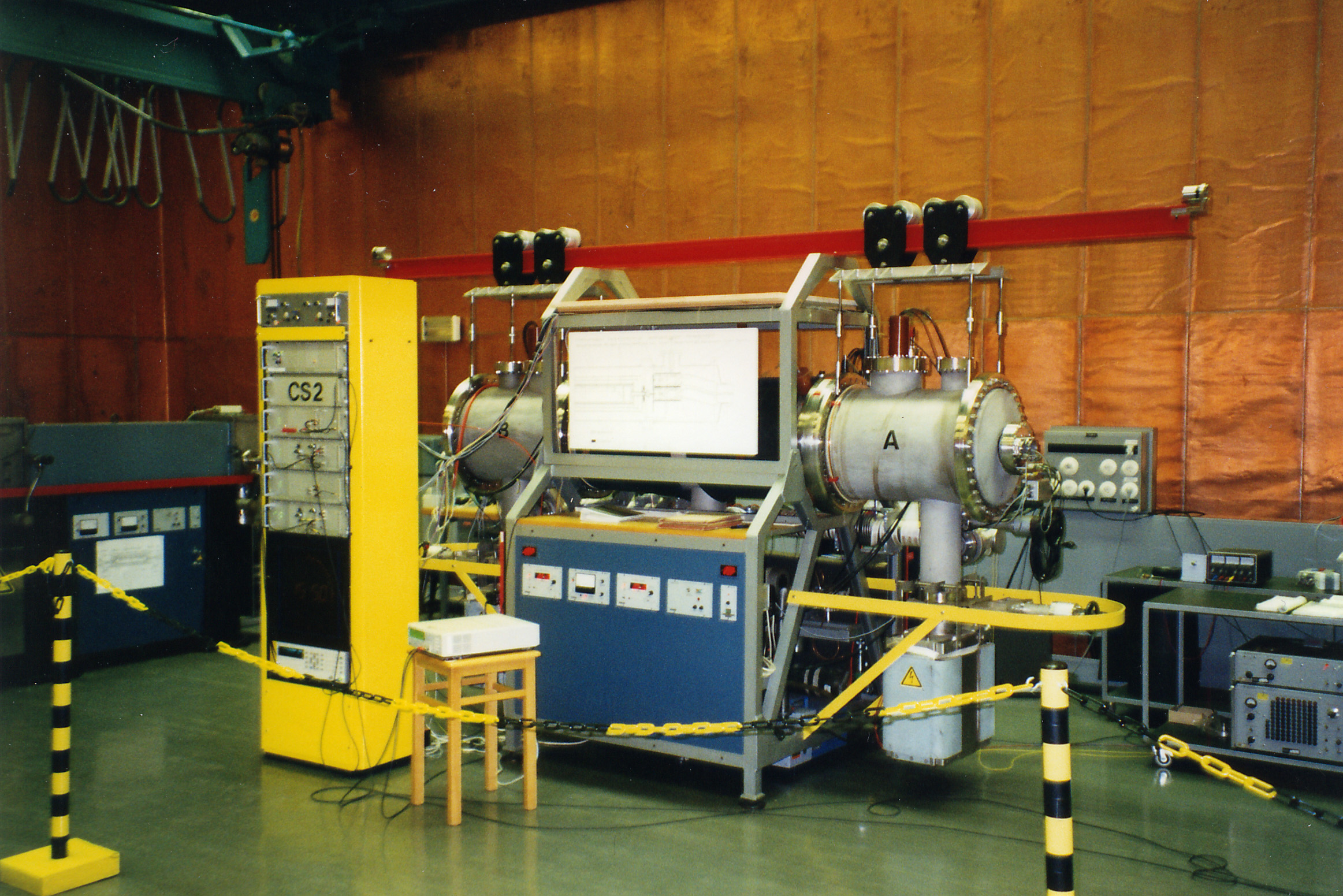
الساعة الذرية وتعمل بالسيزيوم-133 «بإدارة الفيزياء والتكنولوجيا الفدرالية الألمانية» في مدينة براونشفايغ.

الساعة الذرية (بالإنجليزية: atomic clock)، هي ساعة تقيس الزمن من خلال مراقبة التردد الرنيني للذرات. تعتمد هذه الساعة على وجود مستويات طاقة مختلفة في الذرات، حيث ترتبط حالات الإلكترون بمستويات طاقة محددة، وعند انتقال الإلكترون بين هذه المستويات، يتفاعل مع تردد دقيق جدًا من الإشعاع الكهرومغناطيسي. تعتمد هذه الظاهرة كأساس لتعريف الثانية في النظام الدولي للوحدات:
| ساعة ذرية | الثانية، ورمزها s، هي وحدة الزمن في النظام الدولي للوحدات (SI). تُعرف بأخذ القيمة العددية الثابتة لتردد السيزيوم، ΔνCs، وهو تردد الانتقال فائق الدقة للحالة القاعية غير المضطربة لذرة السيزيوم-133، ليكون 9,192,631,770 عند التعبير عنه بوحدة الهرتز (Hz)، والتي تساوي s⁻¹. | ساعة ذرية |

يُستخدم هذا التعريف كأساس لنظام التوقيت الذري الدولي، الذي يتم ضبطه بواسطة شبكة من الساعات الذرية المنتشرة عالميًا. كما يعتمد التوقيت العالمي المنسق، المستخدم في تحديد الوقت المدني، على هذا التعريف، مع إضافة الثواني الكبيسة لمزامنة التوقيت مع التغيرات في دوران الأرض، بحيث لا يتجاوز الفرق ثانية واحدة. ومع ذلك، من المقرر إلغاء الثواني الكبيسة تدريجيًا بحلول عام 2035.
تتميز الساعات الذرية بدقتها العالية، مما يجعلها ضرورية في أنظمة الملاحة بالأقمار الصناعية مثل برنامج غاليليو الأوروبي ونظام تحديد المواقع العالمي الأمريكي. تُعد دقة قياس الزمن في هذه الساعات ضرورية لأن أي خطأ بسيط في قياس الزمن يؤدي إلى خطأ في حساب المسافة عند ضرب الزمن بسرعة الضوء. فعلى سبيل المثال، خطأ زمني مقداره نانوثانية واحدة (أي 10⁻⁹ ثانية) يعادل خطأً في تحديد المسافة بحوالي 30 سنتيمتراً، مما يؤدي إلى خطأ مماثل في تحديد الموقع.
تعتمد الساعات الذرية الأكثر شيوعًا على ذرات السيزيوم التي يتم تبريدها إلى درجات حرارة تقترب من الصفر المطلق. المعيار الأساسي للوقت في الولايات المتحدة هو ساعة نافورة السيزيوم (NIST-F2)، التابعة للمعهد الوطني للمعايير والتقنية (NIST)، والتي تقيس الزمن بدرجة عدم يقين تبلغ ثانية واحدة في 300 مليون سنة (نسبة عدم اليقين 10⁻¹⁶).وقد بدأ تشغيلها رسميًا في 3 أبريل 2014.

## التاريخ
ان فكرة استخدام الانتقال الذري لحساب الوقت اقترح أول مرة من قبل العالم كلفن في عام 1879.الرنين المغناطيسي، اكتشفت من قبل العالم أزيدور اسحاق رابي في عام 1930 , أصبحت طريقة عملية للقيام بذلك. في عام 1945 أعلن رابي بان الشعاع الذري بالرنين المغناطيسي يمكن ان يستخدم كاساس للساعة.أول ساعة ذرية كانت الجهاز امونياك مايزر بنيت في 1949 في الولايات المتحدة، كانت أقل دقة من الساعات الكوارتز الحالية. أول ساعة ذرية دقيقة، هي المعيار السيزيوم التي تستند إلى الانتقال المعين للذرة السيزيوم 133، في عام 1955 صمم لويس إيسن وجاك باري أول ساعة ذرية في العالم تعمل بطاقة ذرات السيزيوم، وذلك في مختبر الفيزياء الوطني بـالمملكة المتحدة.

## طريقة عملها
تعتمد فكرة عمل الساعات الذرية على الإشعاع الراديوي ضمن نطاق الميكروويف للذرات وليس كما يعتقد البعض على النشاط الإشعاعي.
تنتج هذه الإشارات الراديوية عند تغير مستويات الطاقة في ذرة السيزيوم-133 . وبالتحديد عند انتقال الإلكترون في تلك الذرة من مستوى أعلى إلى مستوى أدنى للطاقة.

مضخم إشارات هيدروجيني يستعمل في الساعة الذرية.

يعتبر عنصر السيزيوم-133 من أوائل العناصر التي استعملت في الساعات الذرية حين تم الاتفاق على تعريف الثانية عام 1967 على أنها الفترة اللازمة لـ9,192,631,770 ذبذبة كاملة (دورة) من الإشعاع الذي يصدره انتقال الإلكترون بين مستويين معينين للطاقة في ذرة السيزيوم-133. مع أن هذا التعريف قد تم الاستعاضة عنه بالتعريف الضوئي للثانية بسبب النظرية النسبية إلا أن التعريف التقليدي لا زال صحيحا كون القياسات مستخدمة في إطار المجموعة الشمسية (نفس الإطار مرجعي).
يمكن فهم الجزء المبسط في عمل الساعة الذرية كما يلي:
تحتوي الساعة الذرية على فجوة معدنية تتناسب مع موجات الميكروويف، بها غاز. هذه الفجوة قابلة للضبط بدقة عالية بحيث تتناسب مع أضخم إشارة تردد ناشئة داخل الفجوة ويبدأ الرنين المتذبذب بالنمو. تستغرق هذه العملية بعض الوقت حتى تستقر عملية الرنين الترددي وتصبح الساعة الذرية جاهزة للعمل على الدوام.
في الواقع هناك تعقيدات كثيرة في تصميم دوائر التحكم في الساعة الذرية ومالشرح السابق إلا تلميح بسيط لمبدأ العمل.
أشهر أنواع الساعة الذرية هي ساعة السيزيوم، ساعة الروبيديوم وهي أقل دقة من ساعة السيزيوم ولكن بالمقابل أرخص بكثير. تصل قيمة الساعة الذرية المصممة بالسيزيوم إلى آلاف الدولارات بينما يمكن للساعة الذرية المصممة من الروبيديوم أن تتوفر للشركات بمبالغ تصل إلى 200 دولار أميريكي. تطورت دقة الساعة الذرية منذ الستينات حتى اليوم. كان الخطأ في الستينيات من القرن الماضي 1 ثانية كل 300 سنة واصبح 1 ثانية كل 3 ملايين سنة مع بداية الألفية الثانية. أما الأحجام فما زالت كبيرة نوعا ما حيث أن أصغر الأحجام الممكنة حوالي (10سم×10سم×10سم). من ناحية أخرى، تستهلك هذه الساعات قدرة لاتتجاوز المائة ميلي وات.

## دقة الساعة الذرية
في المتوسط تبلغ دقة الساعة الذرية بحدود 1 نانو ثانية في اليوم أي ما يعادل خطأ مقداره ثانية كل 2.7 مليون سنة.
في سويسرا، بدأت الساعة الذرية FOCS 1 والمصنوعة من السيزيوم المبرد باستمرار عملها رسميا عام 2004 ويقدر مقدار الخطأ بحدود ثانية واحدة كل 30 مليون سنة

## تطبيقات
تستعمل الساعة الذرية في الكثير من خوادم الوقت Time Servers وهي نوعان، الأول به ساعة ذرية مستقلة (باهظة الثمن) بينما الأخير يستطيع إعادة ضبط الوقت عبر أقمار الجي بي إس الصناعية نظام التموضع العالمي.
كما أنها تستعمل في التطبيقات التي تتطلب مقاييس زمنية غاية في الدقة مثل أقمار تحديد الإحداثيات نظام التموضع العالمي، الاتصالات السلكية واللاسلكية والشبكات الضوئية.